# Pierre Ahnne
Pour les articles homonymes, voir Ahnne.
Pierre Ahnne est un écrivain français, né en 1954 à Strasbourg.
Il est l'auteur de plusieurs romans et tient également Le nouveau blog littéraire de Pierre Ahnne.

## Biographie
Pierre Ahnne est né le 2 mars 1954 à Strasbourg. Son père, Paul Ahnne, est l'auteur d'ouvrages consacrés à l’art en Alsace et exerçait également les fonctions de conservateur du Cabinet des estampes et de bibliothécaire des Musées de la Ville.
Après des études au lycée Fustel de Coulanges puis à la faculté des lettres, Pierre Ahnne obtient la Maîtrise et le CAPES de lettres classiques. Il enseigne ensuite en Alsace, en Lorraine, et au Lycée français de Moscou. 
Entre 1984 et 2017, il est professeur au lycée Paul-Langevin, à Suresnes en région parisienne.
Les premières oeuvres de Pierre Ahnne sont des romans et des récits qui, pour certains, plongent dans les souvenirs de l’enfance. Ainsi, Comment briser le cœur de sa mère (Fayard, 1997) explore, selon Bertrand Leclair, « le monstrueux lieu commun des enfances d’après-guerre, où l’on voit à l'œuvre le stéréotype de langage et donc de pensée qui envahit la langue maternelle pour y dissimuler toute vérité brutale » ; Libérez-moi du paradis (Le Serpent à plumes, 2003), dont le titre s’adresse « sans doute (…) aux mots eux-mêmes », évoque la figure du père, ses origines tropicales et le handicap physique dont il souffrait.
D’autres ouvrages font entendre le discours souvent grinçant de personnages dont le rapport problématique avec la réalité occasionne des mésaventures tragi-comiques. Dans ces « faux romans noirs », ces « contes cruels », Pierre Ahnne « fait entendre une voix subtilement fêlée », empreinte d’ « humour noir et d’ironique et drôle autodérision ».
Tous ces textes, par une écriture où le rythme joue un grand rôle, refusant parfois « la respiration des virgules et des points », et recourant souvent à l’impersonnalité du on, dessinent l'espace d'un manque insupportable mais impossible à combler. J’ai des blancs, paru en 2015 aux Impressions nouvelles, prend d’une certaine manière acte de cette impossibilité. Cet ouvrage, qualifié par Raphaëlle Leyris de « roman de la solidarité discrètement émouvant », mène le narrateur vers une sorte d’apaisement et de rapport plus serein avec l’autre.
Faust à la plage (Vendémiaire, 2022), "roman à suspense au bord du surnaturel", a recours à une forme ironique de fantastique pour esquisser une réflexion sur le désir et sur le moi. Pierre Ahnne s'en explique longuement, parlant aussi de son œuvre en général, dans un entretien avec Aline Barbier organisé par Aleph-Écriture le 24 janvier 2023 .
Son intérêt pour la musique de la langue et des voix narratives a conduit Pierre Ahnne à s'intéresser également au théâtre. En 2017, Rose au zoo, spectacle construit autour de mélodies françaises évoquant des animaux, est accompagné par un texte de lui. En 2019, sa pièce La Cantatrice et le Gangster est créée à Paris . Elle est suivie, en 2022, par Dis-moi qui tu hantes.
Depuis 2011, Pierre Ahnne tient un blog qui s’appelle à présent Le nouveau blog littéraire de Pierre Ahnne. L’auteur y publie des notes critiques, des entretiens, des billets et de courtes fictions. Il y défend l'idée d’une singularité de la littérature, qui est là pour dire ce qu’elle est seule à pouvoir dire.

## Œuvres

### Théâtre
- Bouvard et Pécuchet, d’après Gustave Flaubert, en collaboration avec Marion Hérold, Théâtre de Nesle, Paris, du 15 avril au 19 mai 1991, Compagnie Jacques Fontaine.
- Conte du fond des forêts, pièce lue à l’ANPE Spectacles, Paris, mai 1995, mise en espace Philippe Honoré.
- Rose au zoo, spectacle musical mis en scène par Jean-Pierre Belissent et interprété par Marion Hérold, Théâtre de l’Île-Saint-Louis, Paris, 28 février-4 mars 2017.
- La Cantatrice et le Gangster, pièce interprétée par Marion Hérold et Markus Fisher, Théâtre de l'Île-Saint-Louis, Paris, 19-24 novembre 2019 et Hôtel de ville de Trouville-sur-mer, 15 février 2020.
- Dis-moi qui tu hantes, pièce interprétée par Markus Fisher, Jeanne Gavalda et Marion Hérold, Théâtre de l'Île-Saint-Louis, Paris, 11-12-13 et 18-19-20 mars 2022[17]

### Romans et récits
- Comment briser le cœur de sa mère, Fayard, 1997, 140 p. (présentation en ligne) (traduction espagnole par Oscar Luis Molina, Cómo trizar el corazón de tu madre, Editorial Andres Bello, 1998 (consulter en ligne)[18].
- Je suis un méchant homme, Stock, 1999, 121 p. (présentation en ligne).
- Mon père et son singe (avec Marc Vernier), Les Livres Objets du Farfadet, 2002.
- Libérez-moi du paradis, Le Serpent à plumes, coll. « Fiction française », 2003, 123 p. (présentation en ligne).
- Couple avec pistolet dans un paysage d'hiver, Denoël, 2005, 131 p. (présentation en ligne).
- Dernier amour avant liquidation, Denoël, coll. « Fiction », 2009, 168 p. (présentation en ligne)[19].
- J’ai des blancs, Les Impressions nouvelles, 2015, 144 p. (présentation en ligne)[20].
- Faust à la plage, Vendémiaire, collection "Littérature", 2022, 134 p.

### Publications diverses
- Le Journal d’une saison, Le Cahier des Saisons, Saisons d’Alsace no 136, 1997.
- Manège, Le Cahier des Saisons, Saisons d’Alsace no 139, 1998.
- Éclipses, Le Cahier des Saisons « Ambre Atlan », Saisons d’Alsace no 140, 1998.
- On habite le quartier suisse… , Revue alsacienne de littérature no 64, 1998.
- Si tu n’es pas morte, reviens, Bottom no 2, 1999.
- Le Faux Rempart, dans Ligne B, supplément aux Dernières Nouvelles d’Alsace, 27 janvier 2000.
- Vu d’ici, Passages d’encres no 12, 2000, (lire en ligne).
- Ma vie méridienne, Passages d’encres no 17, 2002, (lire en ligne).
- Pourtours, Les Saisons d’Alsace no 18, 2003.
- La Saison des soucis, dans Les plus beaux Noëls d’Alsace, ouvrage collectif, Éditions Place Stanislas, 2009.
- En fait j’ai pratiquement toujours écrit… , Revue alsacienne de littérature, no 110, 2010.

## Récompenses
- Prix de l’Académie rhénane, 2011, catégorie « Littérature[21]. »
- Prix du sonnet, 2013, attribué par l’association des Amis de Ronsard et du Prieuré de Saint-Cosme.